# Sus philippensis
Il cinghiale delle Filippine (Sus philippensis Nehring, 1886) è una delle quattro specie di suidi endemiche delle Filippine. Le altre sono il cinghiale delle Visayas (S. cebifrons), il cinghiale di Mindoro (S. oliveri) e il cinghiale barbato di Palawan (S. ahoenobarbus), tutte quante altrettanto rare. Il cinghiale delle Filippine si distingue da queste per la presenza di due paia di verruche, delle quali quella più vicina alla mascella è dotata di un ciuffo di peli rivolti all'esterno.

## Descrizione

### Dimensioni
Il maschio misura 127-129 cm di lunghezza, di cui 12-13 spettanti alla coda. La femmina ne misura 124-125, di cui ne spettano alla coda 11-12.

### Aspetto
Il cinghiale delle Filippine è un animale dalla struttura robusta; presenta un manto ispido e ruvido di colore nerastro, con setole bianco-argentee sparse sui fianchi. Lunghe setole rigide formano una sorta di cresta lungo la parte mediana del dorso, particolarmente evidente nei maschi durante la stagione degli amori, quando forma una criniera imponente che ricopre la testa e il collo. La coda, di media lunghezza, termina con un ciuffo di lunghi peli neri, utilizzato per scacciare le mosche e come segnalatore dell'umore. Il cinghiale delle Filippine ha un lungo muso che termina con un disco mobile appiattito con al centro le narici. I denti sono ben sviluppati, e nei maschi i grandi canini superiori e inferiori formano zanne sporgenti rivolte lateralmente e all'insù. Gli occhi e gli orecchi sono relativamente piccoli, e i piedi, sottili, sono dotati di quattro dita, delle quali solo le due centrali vengono usate per camminare.

## Biologia
I cinghiali delle Filippine possono vivere da soli, in coppia durante la stagione degli amori o in gruppi di 7-12 individui costituiti da un maschio, diverse femmine e giovani esemplari. Sebbene siano attivi prevalentemente di notte, possono spostarsi anche durante il giorno. Si nutrono di radici, foglie e tuberi di piante erbacee e di altre specie, utilizzando i loro grugni mobili per grufolare nel terreno alla loro ricerca.
Quando viene il momento di partorire, le femmine costruiscono dei nidi in siti accuratamente selezionati, ad esempio tra i contrafforti di alberi giganti circondati da fitti cespugli. In media nascono quattro o cinque piccoli, ma in alcune cucciolate possono anche essercene otto.
I cinghiali sono generalmente timidi e riservati, ma quando vengono messi alle strette possono diventare pericolosi e in situazioni del genere si difendono con vigore. Le femmine in particolare possono essere molto aggressive quando proteggono i loro piccoli, e se minacciate non temono di lanciarsi all'attacco di potenziali predatori, esseri umani compresi.

## Distribuzione e habitat
Endemica delle Filippine, questa specie viene suddivisa in due sottospecie. S. p. philippensis è presente nelle isole settentrionali di Luzon, Polillo, Catanduanes e Marinduque, mentre S. p. mindanensis vive nelle isole centro-orientali di Samar, Biliran, Leyte, Bohol e in quelle meridionali di Camiguin Sul, Mindanao e Basilan. Abita praterie, foreste e parang (mosaici di prateria e foresta secondaria costituita da alberi, arbusti e boscaglia), dal livello del mare alle regioni montuose.

## Tassonomia
Come già detto, ne vengono riconosciute due sottospecie:
- S. p. philippensis Nehring, 1886;
- S. p. mindanensis Forsyth Major, 1897.

## Conservazione
I cinghiali delle Filippine sono ancora presenti nella maggior parte delle aree boschive rimaste delle isole più grandi delle Filippine, ma l'intensa pressione venatoria a scopo alimentare e gli estremi livelli di deforestazione ne hanno provocato la scomparsa da vaste zone del loro areale storico e continuano a minacciare le popolazioni rimanenti. Queste minacce vengono amplificate dalla rapida crescita della popolazione umana delle Filippine e dall'abbattimento illegale delle foreste a vantaggio dei terreni agricoli; quest'ultimo fattore porta inoltre ad un aumento dell'incidenza dei danni alle colture da parte dei cinghiali, che distruggono velocemente raccolti di mais, riso e manioca. Gli agricoltori locali considerano quindi legittimo cacciarli per rappresaglia e potrebbero fortemente opporsi a qualsiasi misura di protezione locale. Infine, un'ulteriore minaccia per la sopravvivenza della specie è l'ibridazione con i maiali domestici che si aggirano liberi in natura.
Teoricamente il cinghiale delle Filippine è protetto dalla legge filippina, ma nella maggior parte delle zone l'applicazione della legislazione pertinente è scarsa o inefficace. Nelle isole maggiori, come Luzon e Mindanao, il cinghiale è presente in tutti i principali parchi nazionali, sebbene la maggior parte di queste aree protette esista solo sulla carta: infatti la copertura vegetale di alcuni di questi parchi è stata praticamente distrutta e il disboscamento illegale e la caccia continuano tuttora in molte altre aree.
Per garantire la sopravvivenza a questa specie vulnerabile sono stati raccomandati programmi per educare le popolazioni locali e per modificare i loro atteggiamenti negativi nei confronti di essa. Sono state inoltre suggerite ulteriori ricerche per determinarne l'esatta distribuzione, lo stato di conservazione e la biologia, che forniranno utili informazioni a vantaggio di qualsiasi programma di conservazione o gestione riguardante questa specie.